# Peperomia swartziana
Peperomia swartziana är en pepparväxtart som beskrevs av Friedrich Anton Wilhelm Miquel. Peperomia swartziana ingår i släktet peperomior, och familjen pepparväxter. Inga underarter finns listade i Catalogue of Life.